# Antifédéralisme
Antifédéralisme fut le nom donné à deux mouvements politiques distincts à la fin du XVIIIe siècle aux États-Unis : 
1. Le premier mouvement antifédéraliste des années 1780, s'opposa à la création d’un gouvernement fédéral américain plus fort, et plus tard, à la ratification de la Constitution de 1787. La constitution précédente, appelée Articles de la Confédération et de l’Union perpétuelle, donnait plus d’autorité aux gouvernements des États fédérés. Menés par Patrick Henry de Virginie, les anti-fédéralistes craignaient, entre autres, que le poste de Président, alors nouveauté, ne se transforme en monarchie. Bien que la Constitution ait été ratifiée et ait supplanté les Articles de la Confédération, l’influence anti-fédéraliste a contribué à l’adoption de la Déclaration des droits.

1. Le second mouvement antifédéraliste se constitua en réaction aux lois fiscales d'Alexander Hamilton lors du premier mandat de George Washington. Ce mouvement est parfois nommé l'Anti-Administration Party qui deviendra plus tard le Parti républicain-démocrate de Thomas Jefferson et James Madison.

Les participants à ces mouvements étaient qualifiés d'anti-fédéralistes (« anti-federalist » pour les anglophones). 

## Anti-Féderalistes connus
- Patrick Henry[1]
- Samuel Adams[2]
- George Mason[1]
- Richard Henry Lee[3]
- Robert Yates[réf. nécessaire]
- James Monroe[1]
- Amos Singletary[4]
- Mercy Otis Warren[5]
- George Clinton[6]
- Melancton Smith[1]
- Arthur Fenner[réf. nécessaire]
- James Winthrop[1]
- Luther Martin[7]
- Thomas Jefferson[8]

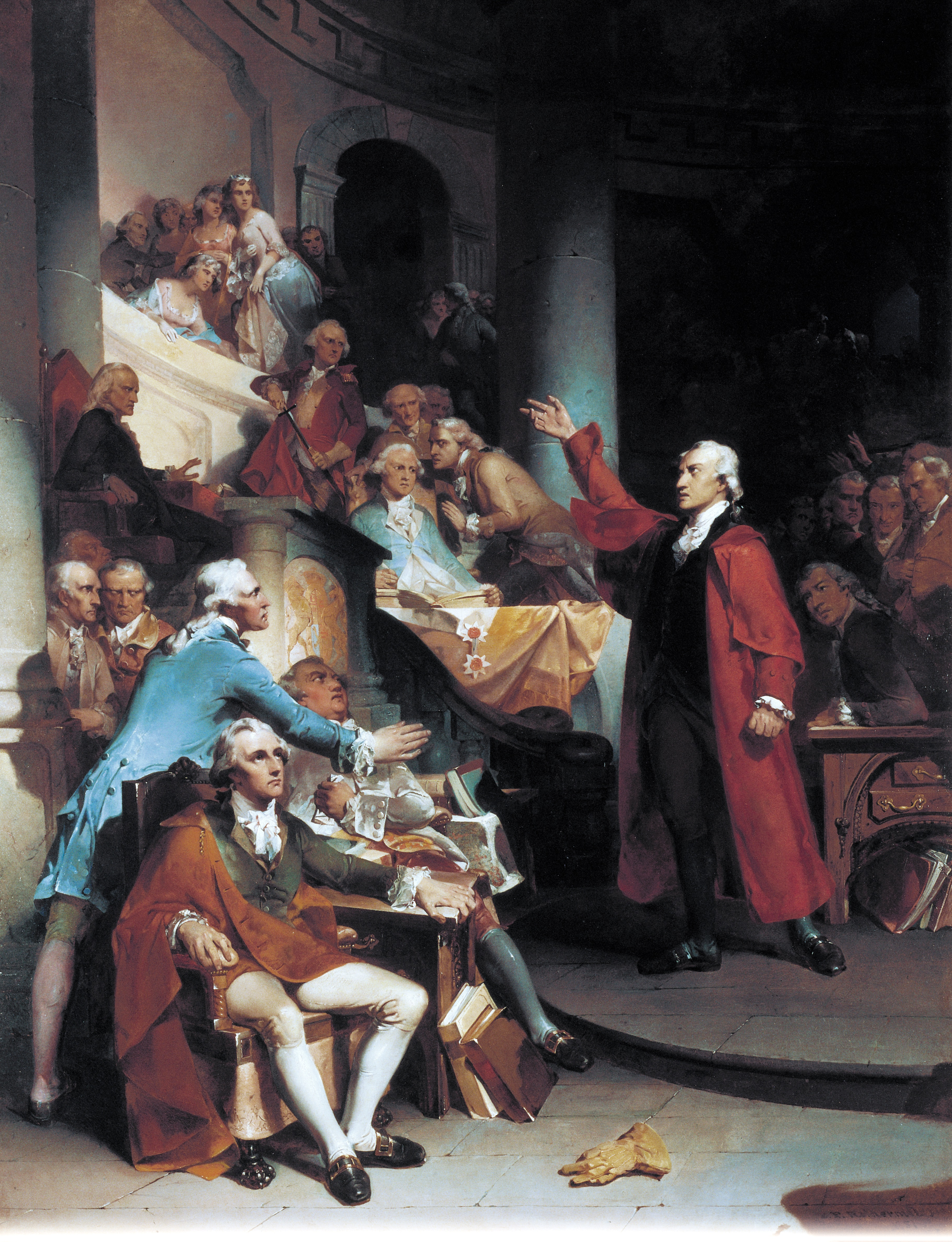
Patrick Henry
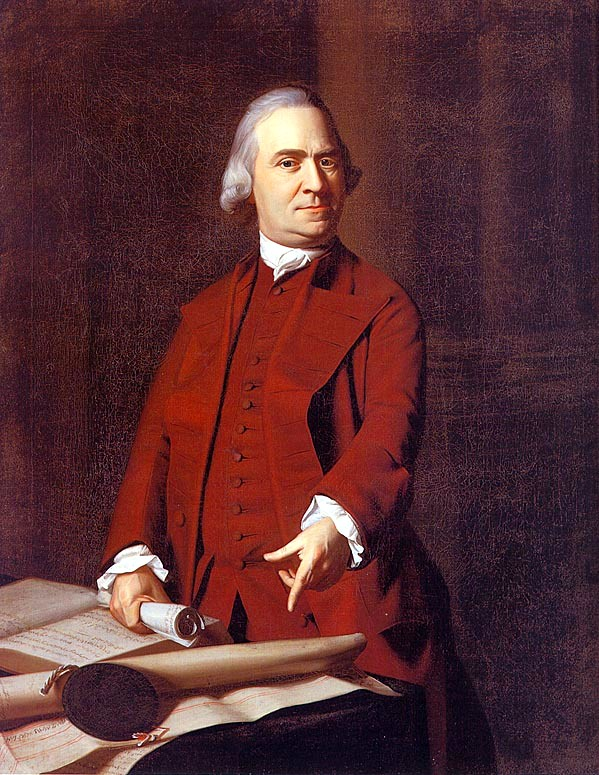
Samuel Adams
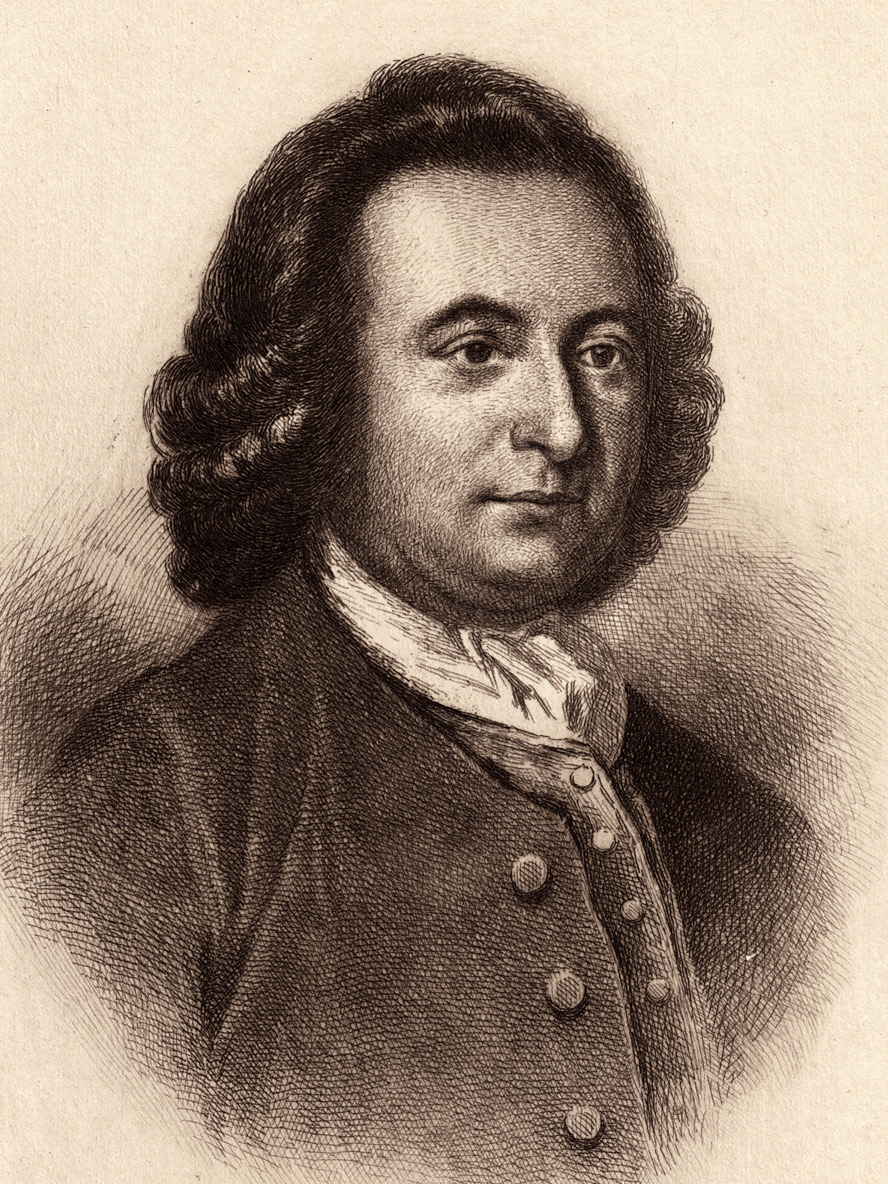
George Mason
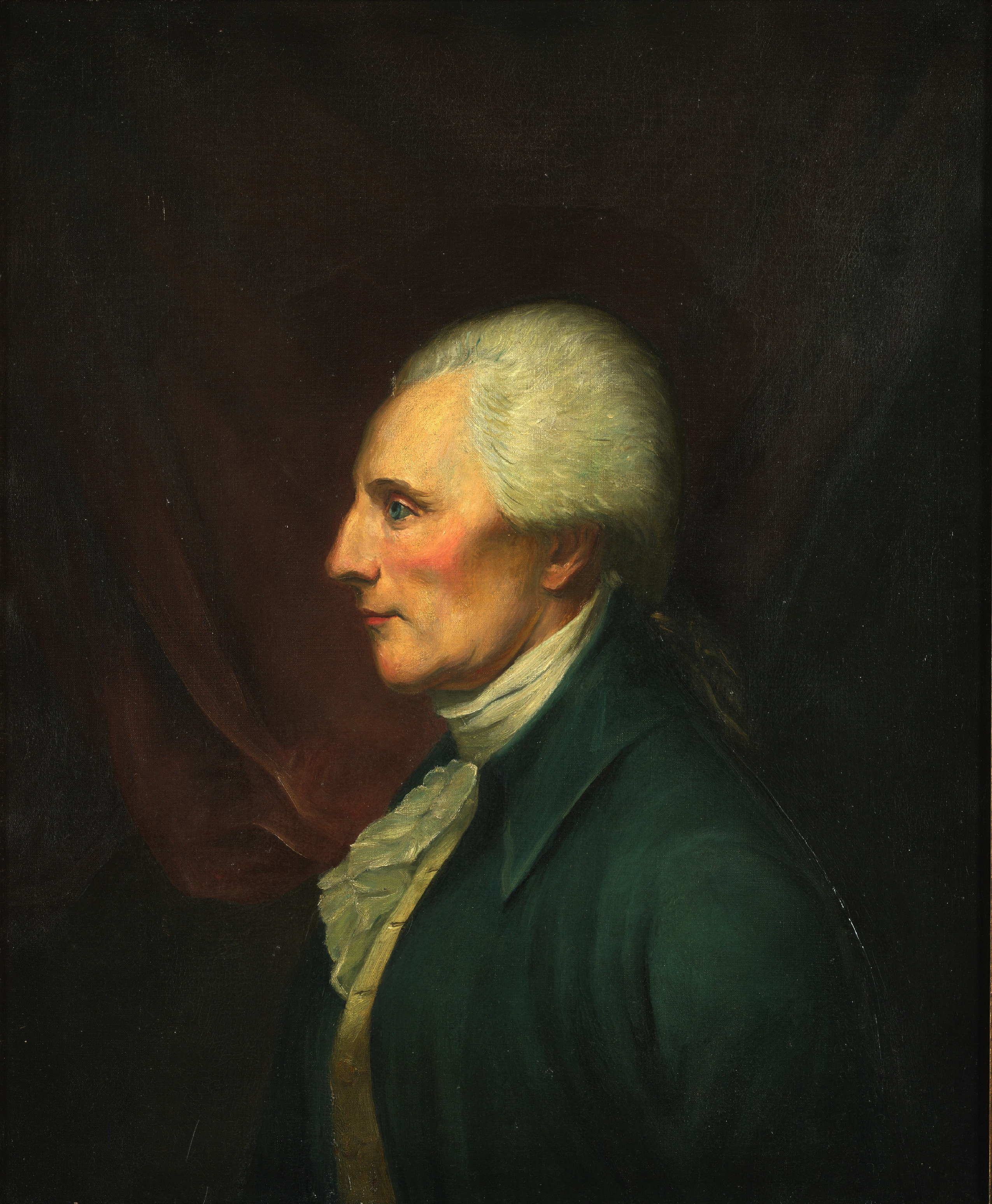
Richard Henry Lee
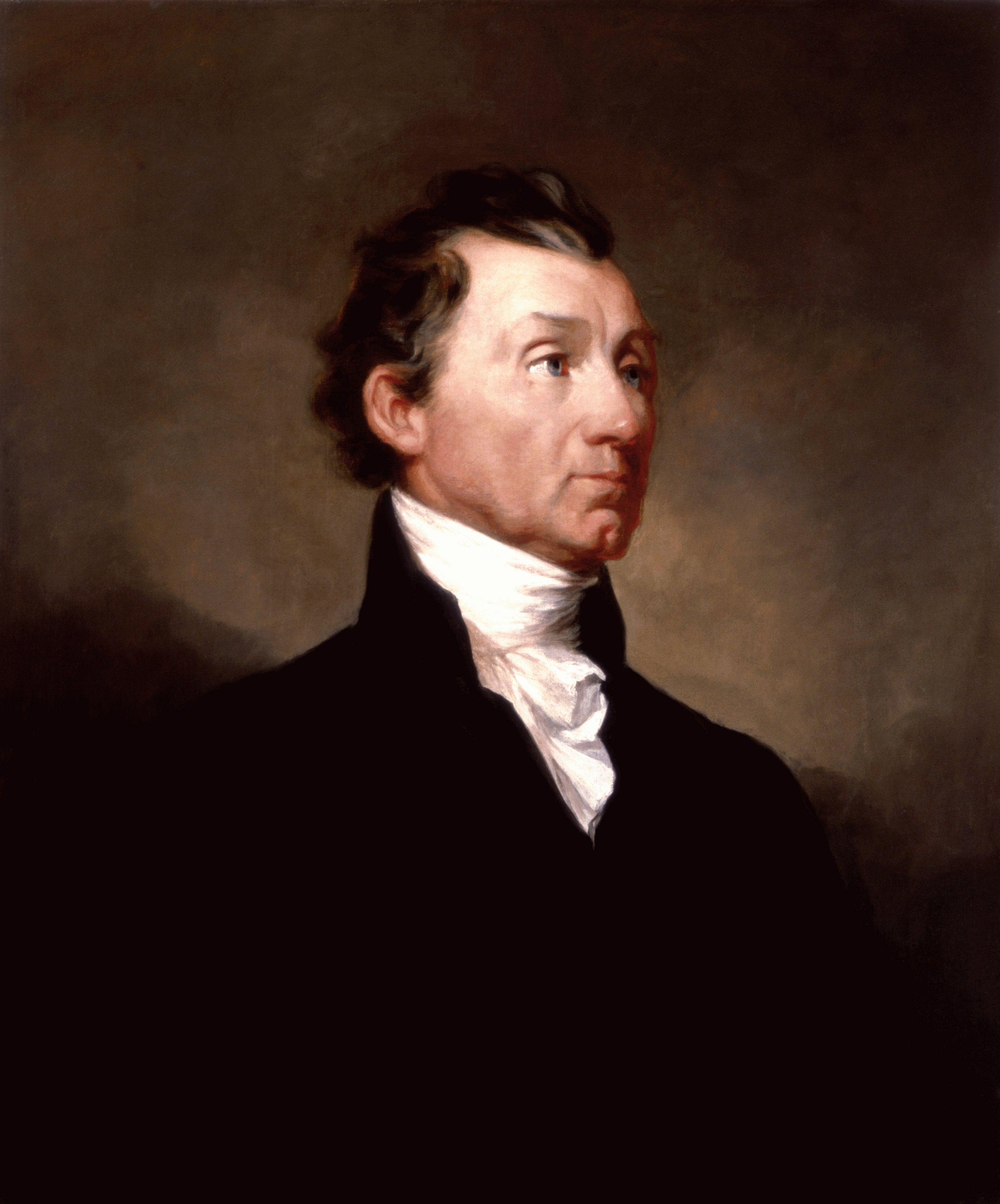
James Monroe
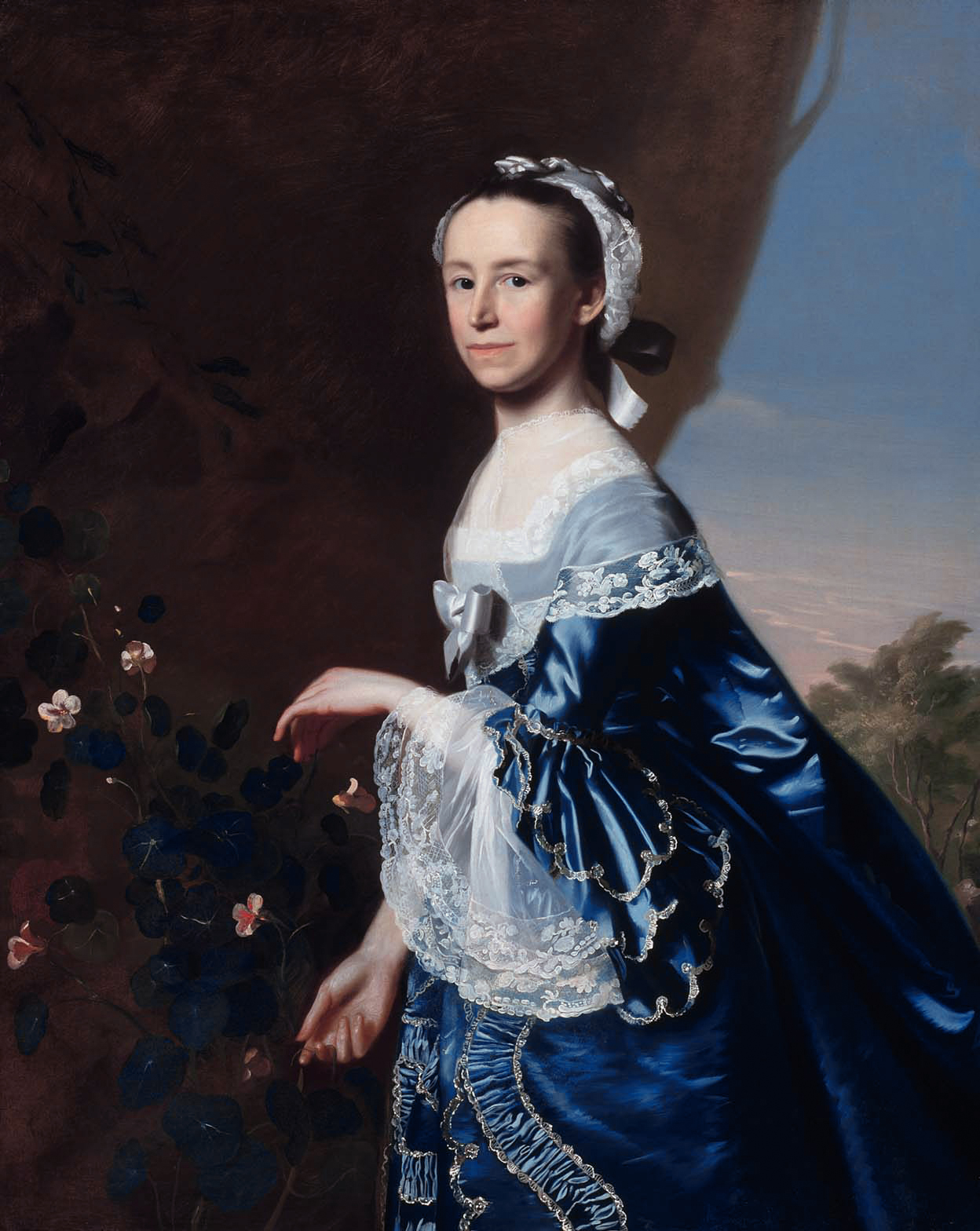
Mercy Otis Warren
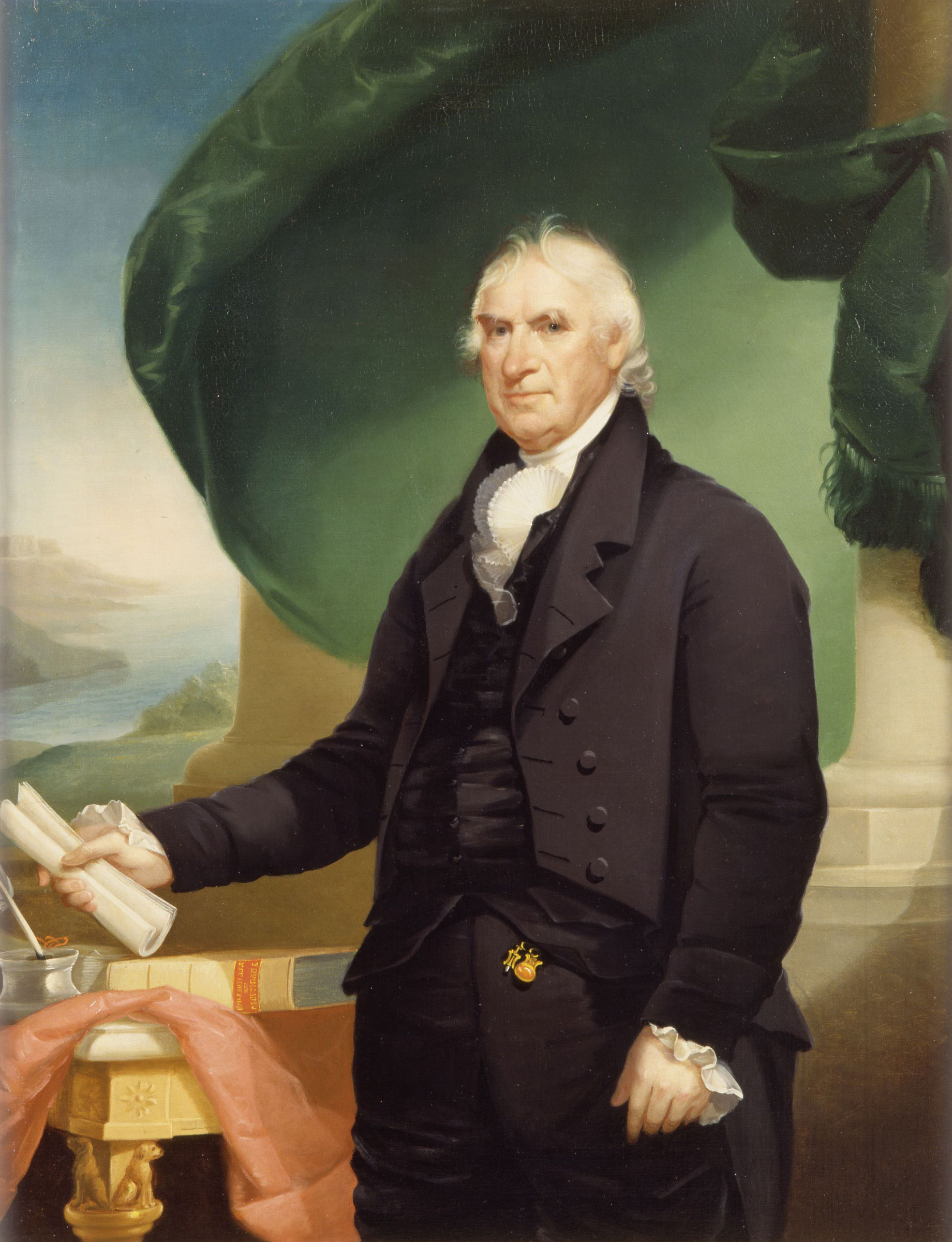
George Clinton (vice president)
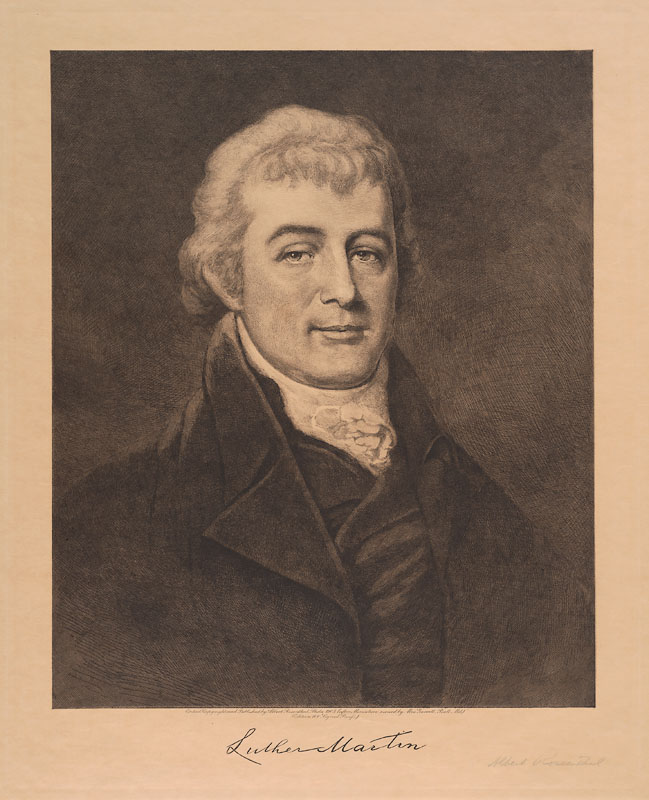
Luther Martin
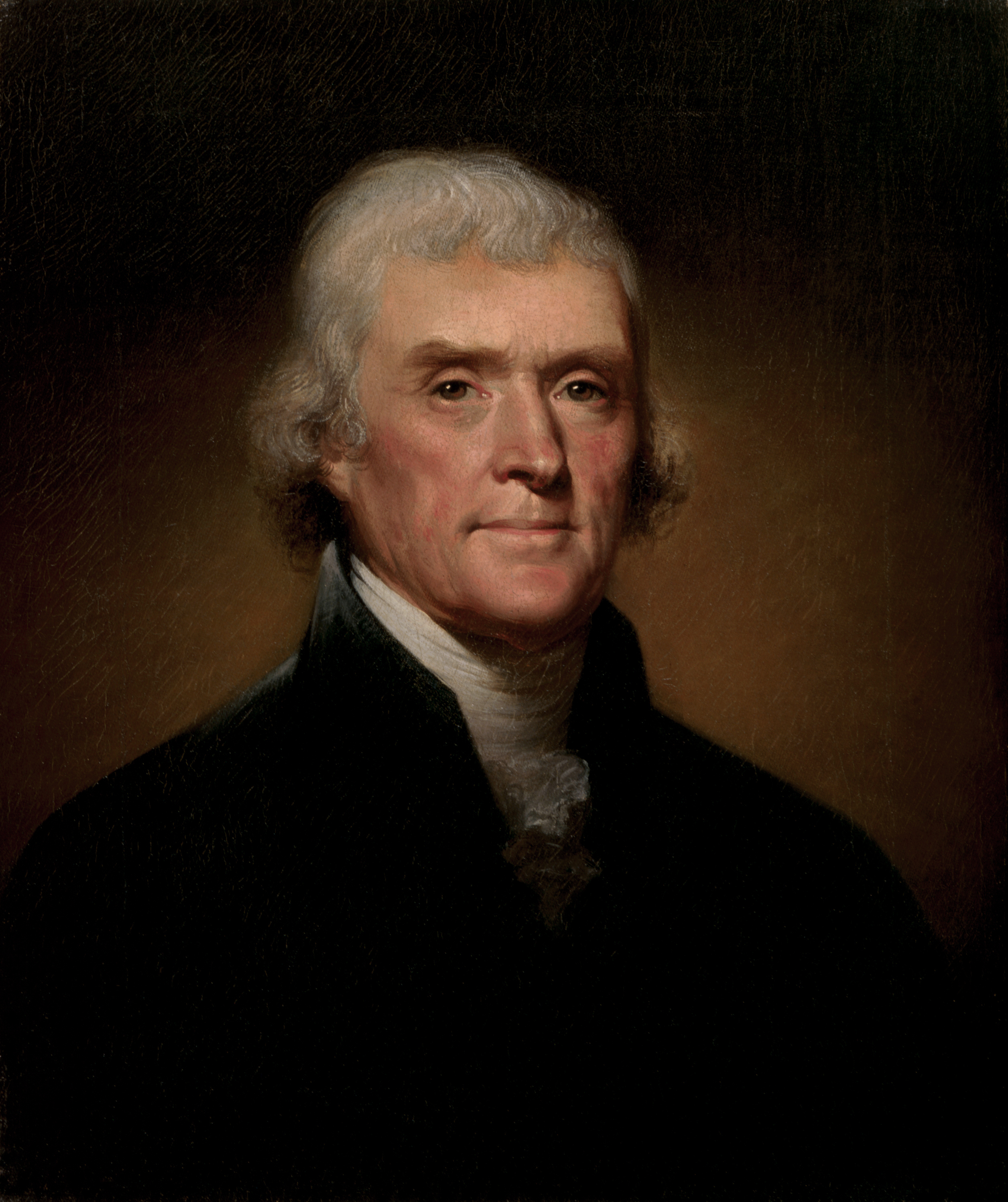
Thomas Jefferson